# OpenOffice.org Base
OpenOffice.org Base er et tidligere databaseprogram i kontorsystemet OpenOffice.org. Med Base kunne man lave databaser, håndtere forespørgsler og rapporter for at lede efter tilgængelig databaseinformation. Første version blev lanceret 30. april 2002. I funktionalitet var det sammenlignelig med Access i Microsoft Officepakken.
I maj 2012 blev den efterfulgt af Apache OpenOffice Base.